# Methyl-chlorformiát
Methyl-chlorformiát je ester kyseliny chlormravenčí a methanolu. Je to obvykle bezbarvá kapalina, starší vzorky však mohou být nažloutlé.

## Příprava
Methyl-chlorformiát lze připravit reakcí methanolu s fosgenem:
COCl2 + CH3OH → ClCOOCH3 + HCl

## Použití
Methyl-chlorformiát se používá v organické syntéze k připojování methoxykarbonylových skupin na nukleofily.

## Bezpečnost
Methyl-chlorformiát při zahřívání uvolňuje fosgen a za přítomnosti vody chlorovodík.